# Веддиге, Карстен
Карстен Веддиге (нем. Karsten Weddige) — немецкий геолог и палеонтолог.

## Биография

### Образование
В 1964-1966 годах изучал математику и физику в Берлинском техническом университете. В 1966-1972 продолжил образование в Марбургском университете, где изучал геологию и палеонтологию.
В Марбургском университете в 1972-1976 годах был аспирантом и докторантом, защитив в 1977 году докторскую диссертацию.

### Деятельность
В 1977-1987 годах Веддиге работал научным сотрудником в Институте палеонтологии и исторической геологии Мюнхенского университета.
В 1987-1990 годах был сотрудником в Научно-исследовательском институте Зенкенберга во Франкфурте-на-Майне, где работал с палеонтологом Вольфгангом Струве.
В 1990–2007 Карстен Веддиге заведовал отделом Палеозоологии V (переименован в Микропалеонтология II в 1996 году).
1990–2007 годы заведующий отделом палеозоологии V (переименован в «Микропалеонтология II» с 1996 года). Одновременно в 1993–2005 годах преподавал на факультете геологии и палеонтологии в профессиональном училище и научно-исследовательском институте во Франкфурте-на-Майне.
Наряду с научно-преподавательской, занимался издательской деятельностью: в 1994–2007 годах был главным редактором геолого-палеонтологического журнала Senckenbergiana lethaea;  с 1995 года — редактором электронного издания Devon Bibliography и с 1996 года — Devon Correlation Table.
Карстен Веддиге являлся членом Палеонтологического общества (1967–2007), Геологической ассоциации (1967–1978) и Геологического общества Германии (1967–1978). С 1979 года состоит в Зенкенбергского общества естествознания во Франкфурте-на Майне.